# 仙台市交通局

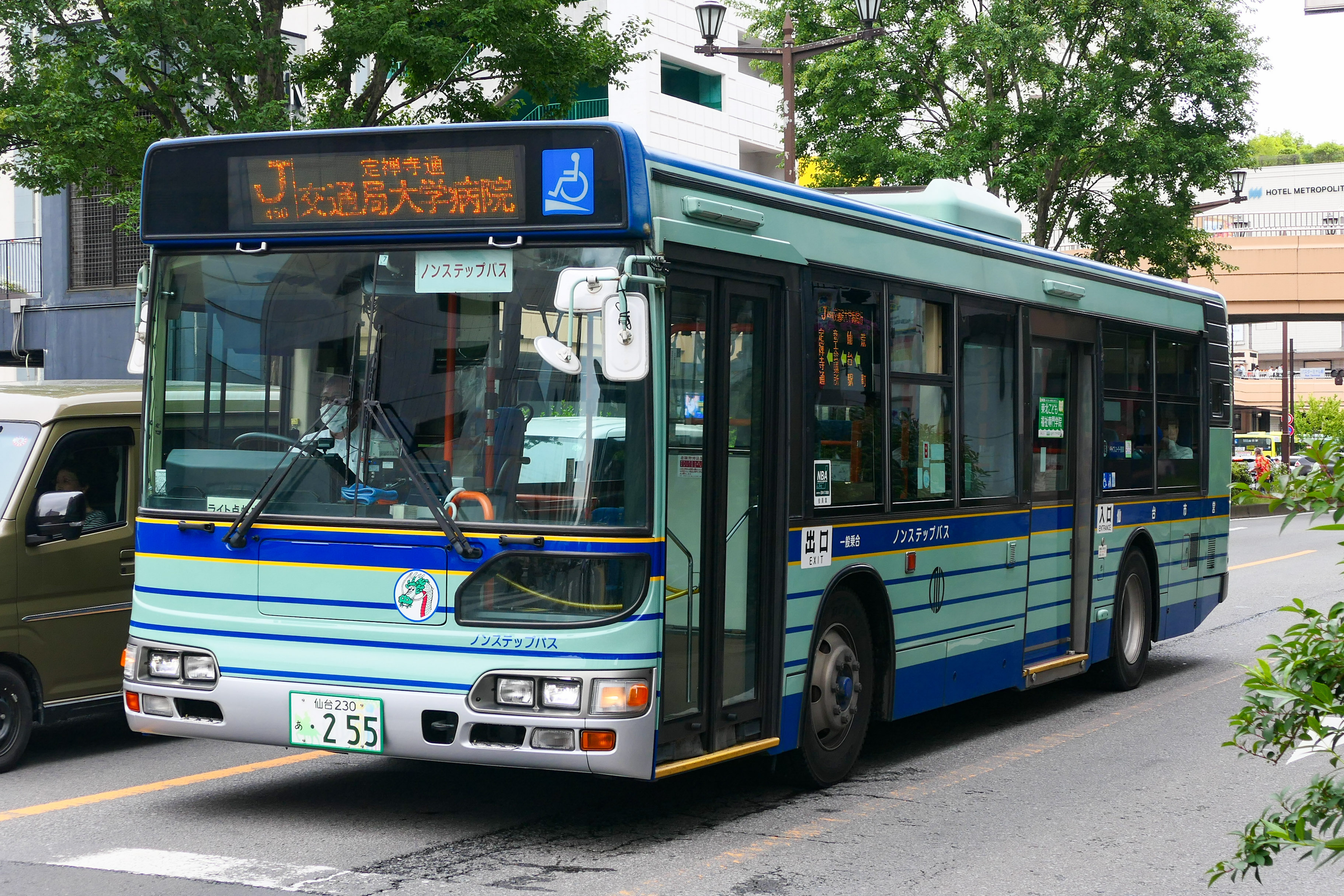
仙台市公車

仙台市交通局（日语：／ Sendai-shi Kōtsūkyoku */?）是仙台市的地方公營企業之一，運行宮城縣仙台市及其附近地區的公共交通。仙台市交通局分為運行公車（仙台市營公車）的「自動車部」和地鐵（仙台市地下鐵）的「高速電車部」兩個部門。和仙台市瓦斯局及仙台市水道局一樣，仙台市交通局擁有自己的大樓。